# Radoľa
Radoľa (maďarsky Radola) je obec na Slovensku v okrese Kysucké Nové Mesto v Žilinském kraji. Žije v ní přibližně 1 500 obyvatel.

## Historie
První písemná zmínka o vesnici pochází z roku 1332.

## Přírodní poměry
Obec se nachází na severozápadě Slovenska, na levém břehu řeky Kysuca v Kysucké kotlině a Kysucké vrchovině, naproti Kysuckému Novému Mestu. Patří do Severopovažského regionu cestovního ruchu, podregionu Kysuce. V katastrálním území obce leží přírodní památka Veľké Ostré.

## Pamětihodnosti
Nejvýznamnější památkou v obci je renesanční zámeček ze 16. století. Ve druhé polovině 17. století zámeček prošel přestavbou. V roce 1983 byla v kostele zpřístupněna stálá expozice Kysuckého muzea. V současnosti se v přízemí nachází stálá expozice Starší dějiny Kysuc, v patře expozice Měšťanské bydlení na Kysucích. Kromě stálých expozici se v kostele konají tematické výstavy.
Na kopci nad obcí se nachází základy raně gotického kostelíka z druhé poloviny 13. století, archeologické pozůstatky nejstaršího kostela na Kysucích.

## Partnerské obce
- Hrádek, Česko
- Skoczów, Polsko